# Soleniscoidea
Soleniscoidea zijn een uitgestorven superfamilie van weekdieren uit de klasse van de Gastropoda (slakken).

## Taxonomie
De volgende families zijn in de superfamilie ingedeeld:
- Familie  † Anozygidae Bändel, 2002[1]
  - Onderfamilie  † Anozyginae Bändel, 2002
    - Geslacht  † Anozyga Hoare, 1980
      -  † Anozyga bulla Hoare, 1980

  - Onderfamilie  † Tmetoneminae Bändel, 2002
    - Geslacht  † Tmetonema Longstaff, 1912
      -  † Tmetonema putnamensis K. Bandel, 2002
      -  † Tmetonema rossenrayensis K. Bandel, 2002
      -  † Tmetonema subsulcatum Longstaff, 1912
- Familie  † Heterosubulitidae Bändel, 2002
- Familie  † Meekospiridae Knight, 1956
  - Geslacht  † Cambodgia Mansuy, 1914
  - Geslacht  † Ceraunocochlis Knight, 1931
  - Geslacht  † Meekospira Ulrich, 1897
- Familie  † Soleniscidae Knight, 1931[2]
  - Onderfamilie  † Soleniscinae Knight, 1931
  - Onderfamilie  † Prokopiconchinae Fryda, 2001